# Separatyzm
Separatyzm albo separacjonizm (z łac. separatus – oddzielony) – dążenie do wyodrębnienia się jakiejś grupy z całości. Najbardziej typowym jest separatyzm narodowościowy, a jednym z jego przejawów secesja narodowa. Dążenie do odrębności pod względem narodowym, politycznym, etnicznym, religijnym; działalność mająca na celu wyodrębnienie terytorialne mniejszości narodowych. Separatyzm jest dążeniem do oderwania się określonego terytorium od jakiegoś państwa i utworzenia odrębnej struktury państwowej.

## Narody aspirujące do utworzenia własnego państwa
| Podmiot        | Państwo                      | Ugrupowanie                                            |
| -------------- | ---------------------------- | ------------------------------------------------------ |
| Abchazowie     | Gruzja                       |                                                        |
| Aczinowie      | Indonezja                    |                                                        |
| Afrykanerzy    | Południowa Afryka            | Volkstaat                                              |
| Alandczycy     | Finlandia                    |                                                        |
| Alaska         | Stany Zjednoczone            | Partia Niepodległości Alaski                           |
| Ambazonia      | Kamerun                      |                                                        |
| Asyryjczycy    | Irak · Syria                 | Patriotyczna Partia Asyrii                             |
| Aragończycy    | Hiszpania                    | Chunta Aragonesista                                    |
| Baskowie       | Hiszpania · Francja          | ETA                                                    |
| Beludżowie     | Pakistan                     | Front Wyzwolenia Beludżystanu                          |
| Bretończycy    | Francja                      | Bretońska Partia Narodowa                              |
| Czeczeni       | Rosja                        | Czeczeńska Republika Iczkerii                          |
| Flamandowie    | Belgia                       | Interes Flamandzki                                     |
| Quebec         | Kanada                       | Partia Quebecka                                        |
| Gagauzi        | Mołdawia                     |                                                        |
| Galisyjczycy   | Hiszpania                    |                                                        |
| Hawajczycy     | Stany Zjednoczone            |                                                        |
| Ibo            | Nigeria                      |                                                        |
| Ingusze        | Rosja                        |                                                        |
| Katalończycy   | Hiszpania                    | Konwergencja i Unia                                    |
| Kaszmirczycy   | Indie · Pakistan             | Front Wyzwolenia Dżammu i Kaszmiru                     |
| Kornwalijczycy | Wielka Brytania              | Mebyon Kernow Cornish Nationalist Party                |
| Korsykanie     | Francja                      | Front Narodowego Wyzwolenia Korsyki                    |
| Kurdowie       | Turcja · Iran · Irak · Syria | Partia Pracujących Kurdystanu                          |
| Lakoci         | Stany Zjednoczone            |                                                        |
| Manx           | Wielka Brytania              |                                                        |
| Oromowie       | Etiopia                      | Front Wyzwolenia Oromo                                 |
| Osetyjczycy    | Gruzja                       |                                                        |
| Palestyńczycy  | Izrael                       | Organizacja Wyzwolenia Palestyny                       |
| Naddniestrze   | Mołdawia                     | Naddniestrzańska Republika Mołdawska                   |
| Rusini         | Ukraina                      |                                                        |
| Sahrawi        | Maroko                       | Front Polisario                                        |
| Sardyńczycy    | Włochy                       | Partito Sardo d’Azione                                 |
| Sikhowie       | Indie                        |                                                        |
| Szkoci         | Wielka Brytania              | Szkocka Partia Narodowa, Szkocka Partia Socjalistyczna |
| Tamilowie      | Sri Lanka                    | Tamilskie Tygrysy                                      |
| Tuaregowie     | Mali                         | Narodowy Ruch Wyzwolenia Azawadu                       |
| Tybetańczycy   | Chiny                        | środowisko XIV Dalajlamy                               |
| Ujgurzy        | Chiny                        |                                                        |
| Walijczycy     | Wielka Brytania              | Plaid Cymru                                            |
| Walonowie      | Belgia                       |                                                        |
| Vermont        | Stany Zjednoczone            | Druga Republika Vermontu                               |

## Separatyzm na terenie Polski
W okresie sporu polsko-czechosłowackiego o Śląsk Cieszyński w latach 1918–1920 działały na tym terenie trzy duże organizacje separatystyczne: Śląska Partia Ludowa, Związek Ślązaków (52 tys. członków) i Śląska Partia Socjaldemokratyczna. W okresie sporu polsko-niemieckiego o Górny Śląsk w latach 1918–1922 działały na tym terenie jedna duża: Związek Górnoślązaków (ok. 500 tys. członków) i szereg mniejszych organizacji separatystycznych: Jedność Górnośląska w Bytomiu, Wydział Górnośląski, Komitet Górnośląski w Rybniku, Komitet na rzecz Ustanowienia Wolnego Państwa Górnośląskiego w Katowicach, również takich, które wyodrębniły się z ruchu polskiego: Górnośląski Komitet Plebiscytowy, Polski Związek Górnośląskich Autonomistów w Bytkowie, Liga Obrony Śląska, Śląskie Stronnictwo Demokratyczno-Postępowe i Związek Dawniejszych Powstańców na rzecz Górnośląskiej Niepodległości. Po przyłączeniu części Górnego Śląska do Polski na tym terenie działały następujące organizacje separatystyczne: Związek Obrony Górnoślązaków, Związek Rodowitych Górnoślązaków, Blok Socjalny Górnoślązaków, Śląski Blok Narodowy, Śląska Partia Ludowa w Katowicach i Niezależna Śląska Partia Pracy.
W czasie okupacji niemieccy okupanci rozpoczęli akcje tworzenia nowych ruchów separatystycznych w celu rozbicia polskiego społeczeństwa, tworząc m.in. Goralenvolk i Hatschower. Na Podhalu, mimo że sama koncepcja narodu góralskiego była w okresie międzywojennym prawie nieznana poza grupą kilku aktywistów góralskich, dzięki uzyskaniu poparcia kilku znanych przywódców, udało się pozyskać liczną grupę ludności góralskiej deklarujących germańskie korzenie. W nazistowskim spisie ludności 157 tys. sympatyków byłej Śląskiej Partii Ludowej na Śląsku Cieszyńskim zadeklarowało przynależność do narodowości „ślązackiej” (Slonzaken Volk). Podsycany przez hitlerowców separatyzm i nacjonalizm zaowocował krwawymi pacyfikacjami Wołynia, Podola, Wileńszczyzny przez ukraińskie i litewskie formacje zbrojne. Zwłaszcza prowadzona przez UPA w czasie wojny i okresie powojennym działalność zbrojna charakteryzowała się wyjątkową brutalnością i okrucieństwem.
W latach 2007–2010 istniał Śląski Ruch Separatystyczny (KRS: 0000276432).